# Коляєв Микита Володимирович
Микита Володимирович Коляєв (рос. Никита Владимирович Коляев; нар. 23 липня 1989, Алмати, Казахська РСР) — радянський та російський футболіст, нападник, тренер.

## Життєпис
Вихованець СДЮШОР «Зеніт». Закріпитися в російському професіональному футболі не зміг, тому нападник вирішив поїхати в Естонію, де відразу ж підписав контракт з клубом Преміум-ліги «Калев» (Сілламяе). Через сезон Коляєв зумів потрапити в «Левадію» — один з найсильніших клубів країни.
З 2011 по 2013 рік нападник виступав в Ізраїлі за клуб «Маккабі-Іроні» (Бат-Ям). Після цього він знову повернувся в «Левадію». Йому вдалося допомогти завоювати команді титул чемпіона країни.
З середини 2014 року Микита Коляєв виступав за клуб Другого російського дивізіону «Дніпро» (Смоленськ).
У серпні 2015 року підписав контракт з керченським «Океаном», який виступав у Прем'єр-лізі КФС. За керченський клуб провів 11 матчів, відзначився 7 голами, де став найкращим бомбардиром команди в першій половині чемпіонату.
1 березня 2016 року підписав новий контракт з сімферопольським ТСК. У складі сімферопольців став чемпіоном та найкращим бомбардиром чемпіонату Кримського футбольного союзу в сезоні 2015/16 років.
5 серпня 2016 року перейшов у клуб «Нафтан» (Новополоцьк). Сезон 2016/17 років провів у фейкових кримських клубах «Океан» (Керч) та «Кизилташ» (Ялта). У 2017 році повернувся до Росії, де грав у «Рязані». Футбольну кар'єру заверив 2018 року в латвійській «Єлгаві».

## Досягнення
«Левадія»
- Мейстріліга
  -  Чемпіон (1): 2013

- Кубок Естонії
  -  Володар (2): 2012, 2014

- Суперкубок Естонії
  -  Володар (1): 2013